# Divinópolis
Divinópolis è un comune del Brasile nello Stato del Minas Gerais, parte della mesoregione dell'Oeste de Minas e della microregione di Divinópolis.